# Prochilodus lineatus
Prochilodus lineatus är en fiskart som först beskrevs av Valenciennes, 1837.  Prochilodus lineatus ingår i släktet Prochilodus och familjen Prochilodontidae. Inga underarter finns listade i Catalogue of Life.